# Panglima Sugala

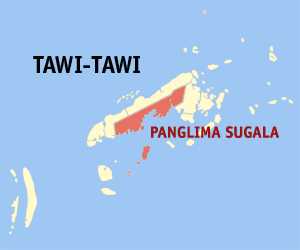
Panglima Sugalas läge i Tawi-Tawi

Panglima Sugala är en ort i Filippinerna. Den är belägen i provinsen Tawi-Tawi i regionen Muslimska Mindanao. Panglima Sugala är en av två orter som brukar nämnas som provinsens administrativa huvudort, den andra är Bongao.
Panglima Sugala räknas officiellt inte som stad utan är en kommun. Kommunen är indelad i 17 smådistrikt, barangayer, varav 16 är klassificerade som landsbygdsdistrikt och endast 1 som tätortsdistrikt. Hela kommunen har 33 315 invånare (folkräkning 1 maj 2000) varav 2 311 invånare bor i centralorten.